# Хонте, Антонио Альварес
Антонио Альварес Хонте (исп. Antonio Álvarez Jonte; 1784, Мадрид, Испания — 18 октября 1820, Писко, Вице-королевство Перу) — аргентинский политик и дипломат, член Второго триумвирата.

## Биография
Он родился в Мадриде в 1784 году и переехал с родителями в Кордову. В возрасте девяти лет он поселился в Буэнос-Айресе у своих родителей, которые были людьми весьма скромного достатка.
Он изучал право в Университете Кордовы и получил докторскую степень в Королевском университете Сан-Фелипе в Сантьяго. Он открыл юридическую практику в Буэнос-Айресе и жил там во время британских вторжений. Он предложил свои услуги в качестве добровольца в ополчении, но получил отказ из-за плохого здоровья.
Антонио Альварес Хонте принимал участие в подготовке Майской революции 1810 года. После революции недавно созданная Первая хунта отправила его в Чили, чтобы попытаться разжечь там подобную революцию. Это произошло в октябре 1810 года, и Антонио Альварес Хонте стал первым послом Аргентины в Чили.
К концу 1810 года он был в Буэнос-Айресе и присоединился к революционной группе Мариано Морено. Хунта назначила его членом кабильдо, где он настоял на роспуске правящей хунты, когда пришло известие о катастрофе в битвы при Уаки. Он поддержал формирование Первого триумвирата, и по их инициативе он был снова назначен ректором кабильдо на 1812 год. Он перешел в оппозицию, когда правительство Ривадавии распустило первую национальную ассамблею в 1812 году.
Антонио Альварес Хонте присоединился к ложе Лаутаро, основанной Карлосом Марией де Альвеаром и Сан-Мартином, и поддержал революцию октября 1812 года (начатую Сан-Мартином после прихода известия о военной победе в битве при Тукумане). В результате этого движения Первый триумвират был распущен и заменен Вторым триумвиратом, сформированным Хуаном Хосе Пасо, Николасом Родригесом Пенья и Антонио Альваресом Хонте. Некоторое время спустя Хуана Пасо заменил Хосе Хулиан Перес, а несколько месяцев спустя Родригеса Пенья заменил Хервасио Посадас, дядя Альвеара.
В действительности правительство контролировалось Ложей Лаутаро и Карлосом Марией де Альвеаром. Триумвират призвал к созыву Национальной конституционной ассамблеи, в которой доминировал Буэнос-Айрес, где большинство депутатов из внутренних районов страны были назначены ложей в Буэнос-Айресе. Ассамблея не достигла своих целей, не провозгласив независимость от Испании и не утвердив никакой конституции.
К концу 1813 года Хуан Ларреа (богатый и влиятельный друг Альвеара) сменил Антонио Альвареса Хонте, который был назначен главой комиссии по расследованию военных поражений при Вилькапухио и Айоуме.
Антонио Альварес Хонте отправился в Тукуман, чтобы начать расследование и судебное разбирательство, но позже он отказался судить генерала Мануэля Бельграно. В начале 1814 года он реорганизовал правительство провинции Тукуман. Затем был назначен военным контролером Армии Севера в течение короткого периода, когда её главнокомандующим был Хосе де Сан-Мартин. Затем Альварес Хонте вернулся в Буэнос-Айрес, где он служил генеральным военным контролером и работал на этой должности во время краткого правительства Альвеара.
После мятежа, приведшего к отстранению Карлоса Марии де Альвеара от власти, он был сослан в Лондон. Там он присоединился к местной ложе Лаутаро и посвятил себя формированию военно-морской эскадры для Чили, недавно освобожденной от Испании Хосе де Сан-Мартином, поддерживая планы последнего атаковать Вице-королевство Перу с моря.
Он прибыл в Чили с адмиралом Томасом Кокрейном в ноябре 1818 года, с кораблями флота, предназначенными для перемещения Андской армии в Перу. Несмотря на то, что он заболел, его назначили армейским контролером и секретарем Сан-Мартина. Он сопровождал Кокрейна в первой морской кампании в порту Эль-Кальяо.
В августе 1820 года Антонио Альварес Хонте снова отправился с Сан-Мартином в Перу. Вскоре после прибытия он тяжело заболел (вероятно, туберкулезом) и умер в октябре 1820 года в порту Писко.
В его честь назван проспект в районе Монте-Кастро в Буэнос-Айресе.